# Helen Gardner

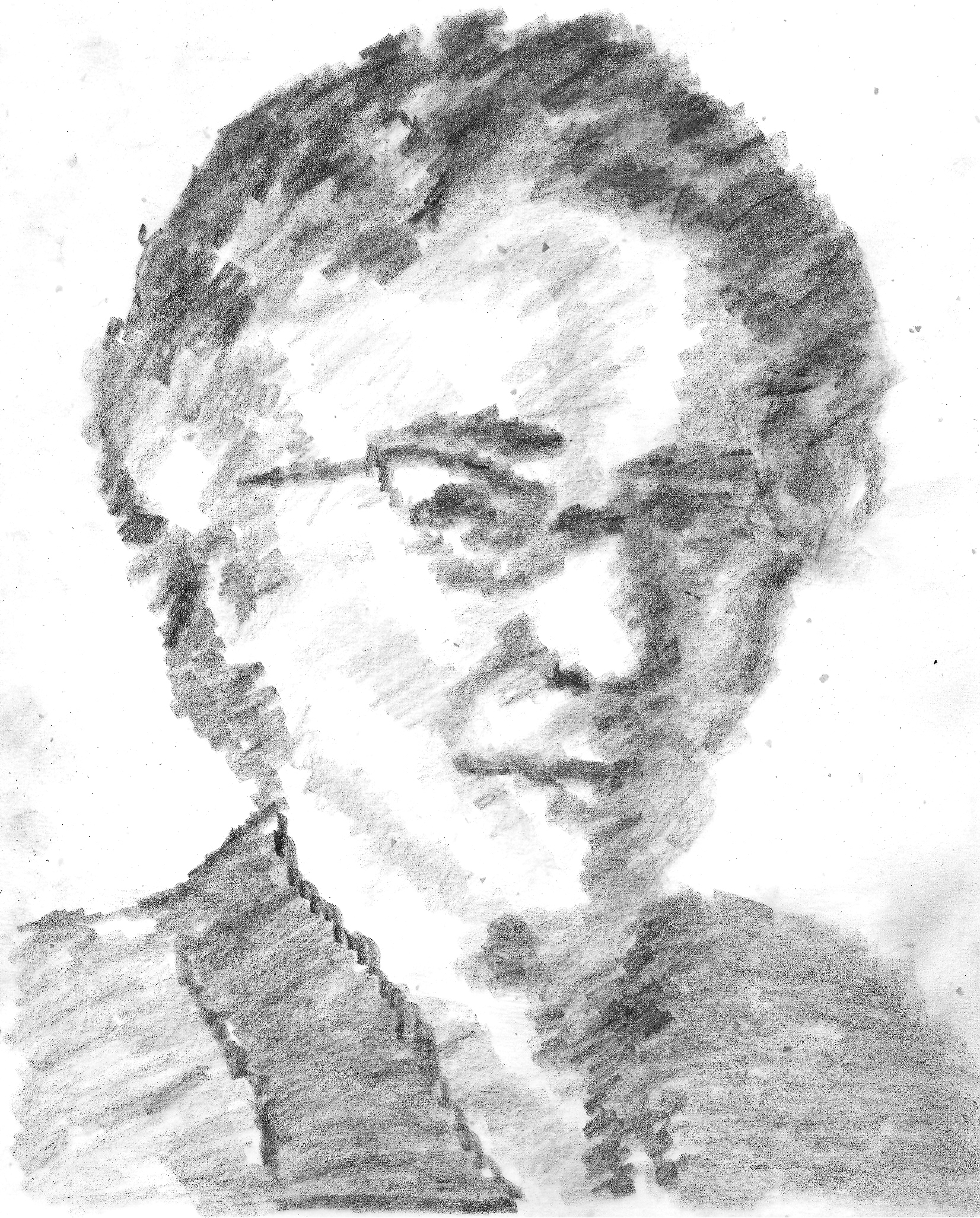
Helen Gardner

Helen Gardner (* 17. März 1878 in Manchester (New Hampshire); † 4. Juni 1946 in  Chicago) war eine US-amerikanische Kunsthistorikerin.

## Leben
Helen Gardner war die Tochter eines Schneiders und zog 1891 mit der Familie nach Chicago, wo sie die Hyde Park High School besuchte. Sie studierte Latein und Altgriechisch an der University of Chicago mit dem Bachelor-Abschluss 1901 und war dann Lehrerin und schließlich Assistentin des Schulleiters in der Brooks Classical School. 1915 setzte sie ihr Studium an der Universität Chicago fort, diesmal der Kunstgeschichte mit dem Master-Abschluss 1918 (wobei sie ein Stipendium der Universität hatte), sie besuchte aber noch weitere Kurse bis zu ihrer Promotion (Ph.D.) 1922. Ihre Master-Arbeit war A critical chart of Florentine painting of the fifteenth century. Seit 1919 war sie verantwortlich für die Abteilung Photographien (und Bildträgern für die Laterna Magica) der Ryerson Library des Art Institute of Chicago. Dort hielt sie ab 1920 auch Vorträge über Kunstgeschichte und 1922 gab sie ihre Stelle als Bibliothekarin auf um in Vollzeit Kunstgeschichte zu unterrichten. 1929 wurde sie Assistant Professor am Art Institute und 1934 Professor und Leiterin der Abteilung Kunstgeschichte. 1944 ging sie in den Ruhestand, nachdem Brustkrebs diagnostiziert wurde. Sie starb 1946 an Komplikationen einer Lungenentzündung.

## Werk
Ihr Lehrbuch der Kunstgeschichte Art through the ages wurde lange an amerikanischen Schulen verwendet und war nach Encyclopedia Britannica eine erschöpfende Beschreibung der Kunstgeschichte, die Maßstäbe setzte. Das Buch hatte auch eine Pionierrolle darin, nicht-westliche Kunst einzubeziehen. Es erschien 1926 in erster Auflage, 1936 die stark erweiterte zweite Auflage und sie gab auch eine dritte Auflage heraus, die postum 1948 erschien. Von den ersten beiden Auflagen wurden 260.000 Exemplare verkauft. Er verschaffte ihr sofort bei Erscheinen eine große Reputation und 1927 wurde sie als Gastprofessorin an die University of California, Los Angeles, eingeladen und 1928 an die Universität Chicago. 1932 folgte ein Buch für Kunsterzieher Understanding the Arts. Ein geplantes Buch über amerikanische Kunst einschließlich Kunst der Indianer und präkolumbianische Kunst konnte sie nicht mehr realisieren.

## Schriften
- Art through the ages. Harcourt Brace 1926
  - Das Buch erschien noch 2008 bei Cengage Learning in der Bearbeitung von Fred S. Kleiner als Gardner's Art Through the Ages: The Western Perspective und eine Taschenbuchausgabe 2010 als Gardner's Art Through the Ages: A Concise History of Western Art (Wadsworth Publ.)
- Understanding the arts. Harcourt Brace 1932